# Securex
Securex is een internationale dienstverlener op het gebied van human resources en sociaaljuridische ondersteuning, met het hoofdkantoor in Brussel. Het bedrijf biedt een breed scala aan diensten aan ondernemers, kmo's en grote ondernemingen in België, Nederland, Frankrijk, Luxemburg en Spanje. 

## Geschiedenis van Securex

### Oprichting en vroege jaren (1905–1945)
Securex werd in 1905 opgericht in Gent door enkele textielbaronnen als een "Onderlinge Verzekeringskas voor Arbeidsongevallen". Deze oprichting was bedoeld om arbeidsongevallen te verzekeren binnen de textielindustrie. De organisatie beschikte zelfs over een eigen kliniek in Gent. securex.nlstandaard.be+1made-in.be+1

### Uitbreiding en diversificatie (1946–1970)
In 1946 leidde de ondernemingsgeest van de toenmalige directie tot de oprichting van het Sociaal Secretariaat Securex en de Mutualiteit Securex. Deze stap markeerde het begin van een bredere dienstverlening op het gebied van sociale zekerheid en personeelsbeheer.

### Groei door overnames (1970–1990)
De jaren 70 waren een periode van aanzienlijke groei voor Securex. In 1972 komt ook de eerste international uitbreiding met de oprichting van Securex Frankrijk. In de jaren die volgden werden ongeveer twintig overnames gerealiseerd door de Securex Groep, waaronder kinderbijslagfondsen, sociale secretariaten, socialezekerheidsfondsen en externe preventiediensten. Hierdoor transformeerde Securex tot een grote organisatie die sterk gericht was op het naleven van wettelijke verplichtingen. 

### Modernisering en digitalisering (1990–2010)
Met de opkomst van het internet en nieuwe technologieën begon Securex eind jaren 90 aan een moderniseringsproces. Het bedrijf ontwikkelde interactieve webtoepassingen en investeerde in HR-software, waardoor het zich transformeerde van een administratieve dienstverlener tot een strategische HR-partner. In 2006 betreedt Securex de Luxemburgse markt. 

### Internationale expansie (2010–heden)
Vanaf 2012 zette Securex zijn internationale expansie voort in Nederland met de oprichting van Securex Nederland. Securex Nederland breidt vervolgens verder uit dankzij de overname van het HR-bedrijf Van Deelen in 2016 en Because HRM in 2018. In 2017 krijgt Securex voet aan wal in Spanje met de aankoop van 75% van de aandelen van het Spaanse GM Integra RRHH, waarmee het zijn positie op de Europese markt verder versterkte.

## Securex België
Securex België is een toonaangevende dienstverlener op het gebied ondernemerschap en tewerkstelling. Securex ondersteunt zowel zelfstandigen als bedrijven bij diverse aspecten van personeelsbeheer en bedrijfsontwikkeling.

### Diensten
Securex biedt een uitgebreid dienstenpakket voor ondernemers en werkgevers aan, waaronder:
- Ondernemingsloket: hulp bij opstart van een onderneming zoals inschrijving in de Kruispuntbank van Ondernemingen, activering van btw-nummers en aanvragen van vergunningen.
- Sociaal Verzekeringsfonds: beheer van sociale bijdragen en advies over sociale rechten voor zelfstandigen.
- Sociaal secretariaat: loonadministratie, personeelsbeheer en sociaaljuridisch advies .
- Externe Dienst voor Preventie en Bescherming op het Werk (EDPBW): ondersteuning op het gebied van gezondheid, veiligheid, ergonomie, psychosociaal welzijn en arbeidshygiëne .
- HR Consulting: advies en ondersteuning bij talentmanagement, leiderschap en organisatieontwikkeling.
- Verzekeringen: arbeidsongevallenverzekeringen, aanvullende sociale voordelen en andere verzekeringsproducten voor ondernemers en hun personeel.

### Organisatie
Securex België telt meer dan 1500 vaste medewerkers en heeft 18 kantoren in België. Securex is gecertificeerd als een "Great Place to Work" in alle landen waar het actief is, waaronder België, Nederland, Luxemburg, Frankrijk en Spanje. Deze erkenning benadrukt de sterke werkcultuur en positieve werknemerservaring binnen het bedrijf.
In 2024 werd Veerle Timmermans benoemd tot CEO van Securex, waarmee zij de eerste vrouwelijke CEO van het bedrijf werd. Onder haar leiding richt Securex zich op innovatie, digitalisering en duurzame groei.